# طواف سويسرا 2024
طواف سويسرا 2024 هو سباق دراجات هوائية من فئة  2.HC، وهو الموسم السابع والثمانين من طواف سويسرا، وأقيم خلال الفترة من 9 يونيو 2024، وحتى 16 يونيو 2024.
فاز في تصنيف الجبال وفي ترتيب النقاط وبالمركز الأول آدم ييتس، وحلَّ في المركز الثاني جواو ألميدا، وفاز بالمركز الثالث وفي ترتيب النقاط للشباب ماتياس سكجلموس جنسن، أما ترتيب الفرق، فقد فاز به فريق الإمارات 2024 ‏.

## الفرق
| فرق عالمية (18)- Alpecin-Deceuninck - Arkéa-B&B Hotels - Astana Qazaqstan Team - Bahrain Victorious - Bora-Hansgrohe - Cofidis - Decathlon-AG2R La Mondiale - EF Education-EasyPost - Groupama-FDJ - Ineos Grenadiers - Intermarché-Wanty - Lidl-Trek - Movistar Team - Soudal Quick-Step - Team dsm-firmenich PostNL - Team Jayco AlUla - Team Visma \| Lease a Bike - UAE Team Emirates فرق برو (5)- Israel-Premier Tech - Lotto Dstny - فريق Q36.5 موسم 2024 ‏ - سويس ريسينغ أكادمي 2024 ‏ - Team Solution Tech–Vini Fantini ‏ فريق وطني- فريق سويسرا لركوب الدراجات ‏ |  |
| |  |

## المراحل
| قائمة المراحل | قائمة المراحل | قائمة المراحل                           | قائمة المراحل        | قائمة المراحل | قائمة المراحل   | قائمة المراحل   |              |
| المرحلة       | التاريخ       | الدورة                                  |                      | المسافة (كم)  | الفائز بالمرحلة | القائد العام    |              |
| ------------- | ------------- | --------------------------------------- | -------------------- | ------------- | --------------- | --------------- | ------------ |
| المرحلة 1     | 9 يونيو       | فادوتس – فادوتس                         | فردي ضد الساعة       | 4٫8           | 25 م            | يفيس لامارت     | يفيس لامارت  |
| المرحلة 2     | 10 يونيو      | فادوتس – ريغنسدورف                      | مرحلة جبلية          | 177٫3         | 2٬411 م         | بريان كوكار     | يفيس لامارت  |
| المرحلة 3     | 11 يونيو      | شتاينمور – روشليكون                     | مرحلة مستوية         | 161٫7         | 1٬974 م         | Thibau Nys ‏     | ألبرتو بيتول |
| المرحلة 4     | 12 يونيو      | روشليكون – غوتهارد باس                  | مرحلة جبلية          | 171           | 3٬551 م         | Torstein Træen ‏ | آدم ييتس     |
| المرحلة 5     | 13 يونيو      | Ambrì ‏ – Carì ‏                          | مرحلة جبلية          | 148٫6         | 3٬206 م         | آدم ييتس        | آدم ييتس     |
| المرحلة 6     | 14 يونيو      | Ulrichen ‏ – Blatten (Lötschen) ‏         | مرحلة جبلية          | 42٫5          | 848 م           | جواو ألميدا     | آدم ييتس     |
| المرحلة 7     | 15 يونيو      | Villars-sur-Ollon ‏ – Villars-sur-Ollon ‏ | مرحلة جبلية          | 118٫2         | 3٬021 م         | آدم ييتس        | آدم ييتس     |
| المرحلة 8     | 16 يونيو      | Villars-sur-Ollon ‏ – Villars-sur-Ollon ‏ | صعود الجبل ضد الساعة | 15٫7          | 865 م           | جواو ألميدا     | آدم ييتس     |

## النتيجة

### مرحلة 1
هي مرحلة من نوع سباق زمن فردي، أقيمت في 9 يونيو 2024، وامتدّت لمسافة 4.8 كيلومتر. فاز بالمركز الأول، وتصدر ترتيب النقاط والترتيب العام في نهاية المرحلة يفيس لامارت، أما ترتيب الفرق، فقد فاز به فريق الإمارات 2024 ‏، وتصدر ترتيب النقاط للشباب Finn Fisher-Black ‏.
| التصنيف العام         | التصنيف العام            | التصنيف العام       | التصنيف العام | التصنيف العام |
| العداء                | العداء                   | الفريق              | الوقت         |               |
| --------------------- | ------------------------ | ------------------- | ------------- | ------------- |
| 1                     | يفيس لامارت              | دكونيك كويك ستب     | 5 د 05 ث      |               |
| 2                     | Stefan Bissegger ‏        | إي أف إديوكيشن نيبو | + 3 ث         |               |
| 3                     | إيثان هايتر              | فريق إنيوس          | + 4 ث         |               |
| 4                     | جواو ألميدا              | فريق الإمارات       | + 7 ث         |               |
| 5                     | Finn Fisher-Black ‏       | فريق الإمارات       | + 7 ث         |               |
| 6                     | Samuel Watson (cyclist) ‏ | إف دي جي            | + 9 ث         |               |
| 7                     | ألبرتو بيتول             | إي أف إديوكيشن نيبو | + 9 ث         |               |
| 8                     | ستيفان كونغ              | إف دي جي            | + 11 ث        |               |
| 9                     | ماورو شميد               | فريق جايكو-العلا    | + 11 ث        |               |
| 10                    | سورين كراغ أندرسن        | البيسين فينيكس      | + 11 ث        |               |
|                       |                          |                     |               |               |
| مصدر: ProCyclingStats |                          |                     |               |               |

### مرحلة 2
هي مرحلة جبلية، أقيمت في 10 يونيو 2024، وامتدّت لمسافة 177.3 كيلومتر. فاز بالمركز الأول بريان كوكار، وتصدر ترتيب النقاط والترتيب العام في نهاية المرحلة يفيس لامارت، أما ترتيب الفرق، فقد فاز به فريق الإمارات 2024 ‏، وتصدر ترتيب النقاط للشباب Finn Fisher-Black ‏، وتصدر ترتيب التسلق Gerben Kuypers ‏.
| التصنيف العام         | التصنيف العام            | التصنيف العام       | التصنيف العام | التصنيف العام |
| العداء                | العداء                   | الفريق              | الوقت         |               |
| --------------------- | ------------------------ | ------------------- | ------------- | ------------- |
| 1                     | يفيس لامارت              | دكونيك كويك ستب     | 4 س 11 د 44 ث |               |
| 2                     | إيثان هايتر              | فريق إنيوس          | + 4 ث         |               |
| 3                     | جواو ألميدا              | فريق الإمارات       | + 7 ث         |               |
| 4                     | Finn Fisher-Black ‏       | فريق الإمارات       | + 7 ث         |               |
| 5                     | مايكل ماثيوز             | فريق جايكو-العلا    | + 7 ث         |               |
| 6                     | Samuel Watson (cyclist) ‏ | إف دي جي            | + 9 ث         |               |
| 7                     | ألبرتو بيتول             | إي أف إديوكيشن نيبو | + 9 ث         |               |
| 8                     | ستيفان كونغ              | إف دي جي            | + 11 ث        |               |
| 9                     | ماورو شميد               | فريق جايكو-العلا    | + 11 ث        |               |
| 10                    | سورين كراغ أندرسن        | البيسين فينيكس      | + 11 ث        |               |
|                       |                          |                     |               |               |
| مصدر: ProCyclingStats |                          |                     |               |               |

### مرحلة 3
هي مرحلة مستوية، أقيمت في 11 يونيو 2024، وامتدّت لمسافة 161.7 كيلومتر. فاز بالمركز الأول Thibau Nys ‏، وتصدر الترتيب العام في نهاية المرحلة البرتو بيتول، أما ترتيب الفرق، فقد فاز به فريق الإمارات 2024 ‏، وتصدر ترتيب النقاط للشباب Finn Fisher-Black ‏، وتصدر ترتيب التسلق Luca Jenni ‏، وتصدر ترتيب النقاط يفيس لامارت.
| التصنيف العام         | التصنيف العام       | التصنيف العام              | التصنيف العام | التصنيف العام |
| العداء                | العداء              | الفريق                     | الوقت         |               |
| --------------------- | ------------------- | -------------------------- | ------------- | ------------- |
| 1                     | ألبرتو بيتول        | إي أف إديوكيشن نيبو        | 7 س 39 د 20 ث |               |
| 2                     | إيثان هايتر         | فريق إنيوس                 | + 6 ث         |               |
| 3                     | ويلكو كيليرمان      | Team Visma \| Lease a Bike | + 6 ث         |               |
| 4                     | ستيفن وليامز        | إسرائيل - بريمير تيك       | + 3 ث         |               |
| 5                     | جواو ألميدا         | فريق الإمارات              | + 9 ث         |               |
| 6                     | Finn Fisher-Black ‏  | فريق الإمارات              | + 9 ث         |               |
| 7                     | ماتياس سكجلموس جنسن | تريك سيغافريدو             | + 9 ث         |               |
| 8                     | آدم ييتس            | فريق الإمارات              | + 10 ث        |               |
| 9                     | Jan Christen ‏       | فريق الإمارات              | + 11 ث        |               |
| 10                    | Roger Adrià ‏        | بورا–هانسغروه              | + 13 ث        |               |
|                       |                     |                            |               |               |
| مصدر: ProCyclingStats |                     |                            |               |               |

### مرحلة 4
هي مرحلة جبلية، أقيمت في 12 يونيو 2024، وامتدّت لمسافة 171 كيلومتر. فاز بالمركز الأول، وتصدر ترتيب التسلق Torstein Træen ‏، وتصدر الترتيب العام في نهاية المرحلة آدم ييتس، وتصدر ترتيب النقاط للشباب ماتياس سكجلموس جنسن، أما ترتيب الفرق، فقد فاز به فريق الإمارات 2024 ‏، وتصدر ترتيب النقاط بريان كوكار.
| التصنيف العام         | التصنيف العام       | التصنيف العام              | التصنيف العام  | التصنيف العام |
| العداء                | العداء              | الفريق                     | الوقت          |               |
| --------------------- | ------------------- | -------------------------- | -------------- | ------------- |
| 1                     | آدم ييتس            | فريق الإمارات              | 11 س 50 د 08 ث |               |
| 2                     | جواو ألميدا         | فريق الإمارات              | + 26 ث         |               |
| 3                     | ماتياس سكجلموس جنسن | تريك سيغافريدو             | + 26 ث         |               |
| 4                     | إيغان بيرنال        | فريق إنيوس                 | + 49 ث         |               |
| 5                     | ويلكو كيليرمان      | Team Visma \| Lease a Bike | + 1 د 15 ث     |               |
| 6                     | Oscar Onley ‏        | سنويب                      | + 1 د 17 ث     |               |
| 7                     | إنريك ماس           | موفيستار                   | + 1 د 17 ث     |               |
| 8                     | Cian Uijtdebroeks ‏  | Team Visma \| Lease a Bike | + 1 د 21 ث     |               |
| 9                     | Matthew Riccitello ‏ | إسرائيل - بريمير تيك       | + 1 د 25 ث     |               |
| 10                    | فيليكس غال          | أيه إل أم                  | + 1 د 42 ث     |               |
|                       |                     |                            |                |               |
| مصدر: ProCyclingStats |                     |                            |                |               |

### مرحلة 5
هي مرحلة جبلية، أقيمت في 13 يونيو 2024، وامتدّت لمسافة 148.6 كيلومتر. فاز بالمركز الأول، وتصدر ترتيب التسلق وترتيب النقاط والترتيب العام في نهاية المرحلة آدم ييتس، وتصدر ترتيب النقاط للشباب Matthew Riccitello ‏، أما ترتيب الفرق، فقد فاز به فريق الإمارات 2024 ‏.
| التصنيف العام         | التصنيف العام       | التصنيف العام              | التصنيف العام  | التصنيف العام |
| العداء                | العداء              | الفريق                     | الوقت          |               |
| --------------------- | ------------------- | -------------------------- | -------------- | ------------- |
| 1                     | آدم ييتس            | فريق الإمارات              | 15 س 44 د 35 ث |               |
| 2                     | جواو ألميدا         | فريق الإمارات              | + 35 ث         |               |
| 3                     | إيغان بيرنال        | فريق إنيوس                 | + 1 د 11 ث     |               |
| 4                     | إنريك ماس           | موفيستار                   | + 1 د 49 ث     |               |
| 5                     | Matthew Riccitello ‏ | إسرائيل - بريمير تيك       | + 1 د 53 ث     |               |
| 6                     | ماتياس سكجلموس جنسن | تريك سيغافريدو             | + 2 د 17 ث     |               |
| 7                     | Oscar Onley ‏        | سنويب                      | + 2 د 21 ث     |               |
| 8                     | توم بيدكوك          | فريق إنيوس                 | + 2 د 46 ث     |               |
| 9                     | Cian Uijtdebroeks ‏  | Team Visma \| Lease a Bike | + 2 د 51 ث     |               |
| 10                    | سيرجيو هيغويتا      | بورا–هانسغروه              | + 3 د 01 ث     |               |
|                       |                     |                            |                |               |
| مصدر: ProCyclingStats |                     |                            |                |               |

### مرحلة 6
هي مرحلة جبلية، أقيمت في 14 يونيو 2024، وامتدّت لمسافة 42.5 كيلومتر. فاز بالمركز الأول جواو ألميدا، وتصدر ترتيب التسلق وترتيب النقاط والترتيب العام في نهاية المرحلة آدم ييتس، وتصدر ترتيب النقاط للشباب ماتياس سكجلموس جنسن، أما ترتيب الفرق، فقد فاز به فريق الإمارات 2024 ‏، وتصدر تصنيف القتال فرانك فان دن بروك ‏.
| التصنيف العام         | التصنيف العام       | التصنيف العام        | التصنيف العام  | التصنيف العام |
| العداء                | العداء              | الفريق               | الوقت          |               |
| --------------------- | ------------------- | -------------------- | -------------- | ------------- |
| 1                     | آدم ييتس            | فريق الإمارات        | 16 س 39 د 46 ث |               |
| 2                     | جواو ألميدا         | فريق الإمارات        | + 27 ث         |               |
| 3                     | إيغان بيرنال        | فريق إنيوس           | + 1 د 28 ث     |               |
| 4                     | ماتياس سكجلموس جنسن | تريك سيغافريدو       | + 2 د 24 ث     |               |
| 5                     | إنريك ماس           | موفيستار             | + 2 د 38 ث     |               |
| 6                     | Matthew Riccitello ‏ | إسرائيل - بريمير تيك | + 2 د 42 ث     |               |
| 7                     | توم بيدكوك          | فريق إنيوس           | + 3 د 28 ث     |               |
| 8                     | Oscar Onley ‏        | سنويب                | + 3 د 37 ث     |               |
| 9                     | فيليكس غال          | أيه إل أم            | + 4 د 01 ث     |               |
| 10                    | Pelayo Sánchez ‏     | موفيستار             | + 4 د 28 ث     |               |
|                       |                     |                      |                |               |
| مصدر: ProCyclingStats |                     |                      |                |               |

### مرحلة 7
هي مرحلة جبلية، أقيمت في 15 يونيو 2024، وامتدّت لمسافة 118.2 كيلومتر. فاز بالمركز الأول، وتصدر ترتيب التسلق وترتيب النقاط والترتيب العام في نهاية المرحلة آدم ييتس، أما ترتيب الفرق، فقد فاز به فريق الإمارات 2024 ‏، وتصدر ترتيب النقاط للشباب ماتياس سكجلموس جنسن، وJohannes Staune-Mittet ‏.
| التصنيف العام         | التصنيف العام       | التصنيف العام              | التصنيف العام  | التصنيف العام |
| العداء                | العداء              | الفريق                     | الوقت          |               |
| --------------------- | ------------------- | -------------------------- | -------------- | ------------- |
| 1                     | آدم ييتس            | فريق الإمارات              | 19 س 45 د 17 ث |               |
| 2                     | جواو ألميدا         | فريق الإمارات              | + 31 ث         |               |
| 3                     | إيغان بيرنال        | فريق إنيوس                 | + 1 د 51 ث     |               |
| 4                     | ماتياس سكجلموس جنسن | تريك سيغافريدو             | + 2 د 50 ث     |               |
| 5                     | Matthew Riccitello ‏ | إسرائيل - بريمير تيك       | + 3 د 02 ث     |               |
| 6                     | إنريك ماس           | موفيستار                   | + 3 د 23 ث     |               |
| 7                     | توم بيدكوك          | فريق إنيوس                 | + 3 د 54 ث     |               |
| 8                     | Oscar Onley ‏        | سنويب                      | + 4 د 03 ث     |               |
| 9                     | فيليكس غال          | أيه إل أم                  | + 4 د 41 ث     |               |
| 10                    | ويلكو كيليرمان      | Team Visma \| Lease a Bike | + 4 د 59 ث     |               |
|                       |                     |                            |                |               |
| مصدر: ProCyclingStats |                     |                            |                |               |

### مرحلة 8
هي مرحلة أقيمت في 16 يونيو 2024، وامتدّت لمسافة 15.7 كيلومتر. فاز بالمركز الأول جواو ألميدا، وتصدر ترتيب التسلق وترتيب النقاط والترتيب العام في نهاية المرحلة آدم ييتس، وتصدر ترتيب النقاط للشباب ماتياس سكجلموس جنسن، أما ترتيب الفرق، فقد فاز به فريق الإمارات 2024 ‏.

## المشاركون
| Lidl-Trek LTK                           | Lidl-Trek LTK            | Lidl-Trek LTK    |
| --------------------------------------- | ------------------------ | ---------------- |
| م                                       | عداء                     | مرتبة            |
| 1                                       | Mattias Skjelmose (طريق) | 3                |
| 2                                       | جوليان برنارد            | 52               |
| 3                                       | باتريك كونراد            | 33               |
| 4                                       | باوك موليما              | لم يكمل السباق-4 |
| 5                                       | Jacopo Mosca ‏            | 114              |
| 6                                       | Thibau Nys ‏              | 94               |
| 7                                       | سام أومن                 | 36               |
| مدير الرياضة: كيم أندرسون, غريغوري راست |                          |                  |

| Alpecin-Deceuninck ADC                   | Alpecin-Deceuninck ADC | Alpecin-Deceuninck ADC |
| ---------------------------------------- | ---------------------- | ---------------------- |
| م                                        | عداء                   | مرتبة                  |
| 11                                       | Axel Laurance ‏         | 107                    |
| 12                                       | Nicola Conci ‏          | 55                     |
| 13                                       | سيلفان ديلير           | 53                     |
| 14                                       | Timo Kielich ‏          | لم يبدأ-4              |
| 15                                       | سورين كراغ أندرسن      | 86                     |
| 16                                       | Oscar Riesebeek ‏       | 115                    |
| 17                                       | Stan Van Tricht ‏       | لم يكمل السباق-5       |
| مدير الرياضة: جياني ميرسمان, ينس كوكلاير |                        |                        |

| Arkéa-B&B Hotels ARK                     | Arkéa-B&B Hotels ARK | Arkéa-B&B Hotels ARK |
| ---------------------------------------- | -------------------- | -------------------- |
| م                                        | عداء                 | مرتبة                |
| 21                                       | ارنو ديمار           | 130                  |
| 22                                       | فينتشنزو ألبانيز     | 112                  |
| 23                                       | أنتوني ديلابلاسي     | 87                   |
| 24                                       | Raúl García Pierna ‏  | 45                   |
| 25                                       | Simon Guglielmi ‏     | 68                   |
| 26                                       | دانيال مكلاي         | 140                  |
| 27                                       | Kévin Vauquelin ‏     | 42                   |
| مدير الرياضة: ارنو جيرار, Yvon Ledanois ‏ |                      |                      |

| Astana Qazaqstan Team AST                  | Astana Qazaqstan Team AST          | Astana Qazaqstan Team AST |
| ------------------------------------------ | ---------------------------------- | ------------------------- |
| م                                          | عداء                               | مرتبة                     |
| 31                                         | مارك كافنديش                       | 137                       |
| 32                                         | Samuele Battistella ‏               | لم يبدأ-7                 |
| 33                                         | سيس بول                            | 132                       |
| 34                                         | Harold Martín López ‏               | 18                        |
| 35                                         | أليكسي لوتزينكو (طريق و زمني فردي) | 65                        |
| 36                                         | مايكل موركوف                       | 138                       |
| 37                                         | بيترو فيلاسكو (طريق)               | 111                       |
| مدير الرياضة: Alexandr Shefer ‏, مارك رينشو |                                    |                           |

| Bora-Hansgrohe BOH                       | Bora-Hansgrohe BOH     | Bora-Hansgrohe BOH |
| ---------------------------------------- | ---------------------- | ------------------ |
| م                                        | عداء                   | مرتبة              |
| 41                                       | إيمانويل بوخمان (طريق) | لم يكمل السباق-2   |
| 42                                       | Roger Adrià ‏           | 37                 |
| 43                                       | تشيزاري بينديتي        | 122                |
| 45                                       | سيرجيو هيغويتا         | 12                 |
| 46                                       | Jordi Meeus ‏           | لم يبدأ-8          |
| 47                                       | Frederik Wandahl ‏      | 78                 |
| 48                                       | Ben Zwiehoff ‏          | 46                 |
| مدير الرياضة: باتكسي فيلا, هاينريش هوسلر |                        |                    |

| Bahrain Victorious TBV                           | Bahrain Victorious TBV | Bahrain Victorious TBV |
| ------------------------------------------------ | ---------------------- | ---------------------- |
| م                                                | عداء                   | مرتبة                  |
| 51                                               | داميانو كاروسو         | 71                     |
| 52                                               | Fran Miholjević ‏       | لم يكمل السباق-5       |
| 53                                               | أندريا باسكولون        | 110                    |
| 54                                               | Finlay Pickering ‏      | 20                     |
| 55                                               | ووت بويلس              | 16                     |
| 56                                               | Johan Price-Pejtersen ‏ | 129                    |
| 57                                               | Torstein Træen ‏        | 93                     |
| مدير الرياضة: رومان كريوزيجير, Enrico Poitschke ‏ |                        |                        |

| Cofidis COF                                | Cofidis COF    | Cofidis COF      |
| ------------------------------------------ | -------------- | ---------------- |
| م                                          | عداء           | مرتبة            |
| 61                                         | جون ازقيراي    | لم يكمل السباق-7 |
| 62                                         | بريان كوكار    | لم يبدأ-8        |
| 63                                         | ايمي دي جندت   | 89               |
| 64                                         | خيسوس هييرادة  | 31               |
| 65                                         | أنتوني بيريز   | 100              |
| 66                                         | Alexis Renard ‏ | 134              |
| 67                                         | Harrison Wood ‏ | 54               |
| مدير الرياضة: جيمي إنجولفينت, بنجامين جيرو |                |                  |

| Decathlon-AG2R La Mondiale DAT              | Decathlon-AG2R La Mondiale DAT | Decathlon-AG2R La Mondiale DAT |
| ------------------------------------------- | ------------------------------ | ------------------------------ |
| م                                           | عداء                           | مرتبة                          |
| 71                                          | فيليكس غال                     | 10                             |
| 72                                          | Alex Baudin ‏                   | 58                             |
| 73                                          | Stan Dewulf ‏                   | 96                             |
| 74                                          | Paul Lapeira ‏                  | 41                             |
| 75                                          | Valentin Paret-Peintre ‏        | 25                             |
| 76                                          | Nans Peters ‏                   | 74                             |
| 77                                          | Larry Warbasse ‏                | 59                             |
| مدير الرياضة: سيريل ديسيل, خوسيه لويس اريتا |                                |                                |

| EF Education-EasyPost EFE                     | EF Education-EasyPost EFE     | EF Education-EasyPost EFE |
| --------------------------------------------- | ----------------------------- | ------------------------- |
| م                                             | عداء                          | مرتبة                     |
| 81                                            | ريتشارد كاراباز (زمني فردي)   | لم يبدأ-5                 |
| 82                                            | ألبرتو بيتول                  | لم يبدأ-5                 |
| 83                                            | Stefan Bissegger ‏ (زمني فردي) | 102                       |
| 84                                            | روي كوستا                     | 38                        |
| 85                                            | جيمس شو                       | 39                        |
| 86                                            | Georg Steinhauser ‏            | لم يبدأ-6                 |
| 87                                            | ماريجن فان دن بيرغ            | 88                        |
| مدير الرياضة: خوان مانويل خارات, Tom Southam ‏ |                               |                           |

| Groupama-FDJ GFC                          | Groupama-FDJ GFC          | Groupama-FDJ GFC |
| ----------------------------------------- | ------------------------- | ---------------- |
| م                                         | عداء                      | مرتبة            |
| 91                                        | Lenny Martinez (cyclist) ‏ | 32               |
| 92                                        | Sven Erik Bystrøm ‏        | 97               |
| 93                                        | ستيفان كونغ               | 63               |
| 94                                        | Fabian Lienhard ‏          | 131              |
| 95                                        | رودي مولار                | 34               |
| 96                                        | روبن تومسون               | 62               |
| 97                                        | Samuel Watson (cyclist) ‏  | 120              |
| مدير الرياضة: Yvon Caër‏, Thierry Bricaud ‏ |                           |                  |

| Ineos Grenadiers IGD                      | Ineos Grenadiers IGD | Ineos Grenadiers IGD |
| ----------------------------------------- | -------------------- | -------------------- |
| م                                         | عداء                 | مرتبة                |
| 101                                       | إيغان بيرنال         | 4                    |
| 102                                       | إيثان هايتر          | 50                   |
| 103                                       | Kim Heiduk ‏          | 101                  |
| 104                                       | توم بيدكوك           | 6                    |
| 105                                       | سالفاتوري بوتشيو     | 116                  |
| 106                                       | براندون ريفيرا ‏      | 22                   |
| 107                                       | أوسكار رودريغيز      | 69                   |
| مدير الرياضة: زاك ديمبستر, إيمانول إرفيتي |                      |                      |

| Intermarché-Wanty IWA                               | Intermarché-Wanty IWA     | Intermarché-Wanty IWA |
| --------------------------------------------------- | ------------------------- | --------------------- |
| م                                                   | عداء                      | مرتبة                 |
| 111                                                 | ليليان كالجمان            | لم يكمل السباق-5      |
| 112                                                 | Francesco Busatto ‏        | 79                    |
| 113                                                 | Kevin Colleoni ‏           | لم يبدأ-2             |
| 114                                                 | Gerben Kuypers ‏           |                       |
| 115                                                 | آرنه ماريت ‏               | 133                   |
| 116                                                 | Simone Petilli ‏           | 123                   |
| 117                                                 | Rein Taaramäe (زمني فردي) | 43                    |
| مدير الرياضة: Sébastien Demarbaix ‏, Steven De Neef ‏ |                           |                       |

| Movistar Team MOV                          | Movistar Team MOV | Movistar Team MOV |
| ------------------------------------------ | ----------------- | ----------------- |
| م                                          | عداء              | مرتبة             |
| 121                                        | إنريك ماس         | 7                 |
| 122                                        | Jorge Arcas ‏      | 70                |
| 123                                        | جون جاكوبس        | 104               |
| 124                                        | نيلسون أوليفيرا   | 51                |
| 125                                        | نيرو كوينتانا     | لم يبدأ-3         |
| 126                                        | إينر روبيو        | 24                |
| 127                                        | Pelayo Sánchez ‏   | 11                |
| مدير الرياضة: ماكس سياندري, يورغن رويلاندز |                   |                   |

| Soudal Quick-Step SOQ                     | Soudal Quick-Step SOQ | Soudal Quick-Step SOQ |
| ----------------------------------------- | --------------------- | --------------------- |
| م                                         | عداء                  | مرتبة                 |
| 131                                       | Junior Lecerf ‏        | 21                    |
| 132                                       | Ayco Bastiaens ‏       | 124                   |
| 133                                       | Gil Gelders ‏          | 91                    |
| 134                                       | يفيس لامارت           | 106                   |
| 135                                       | فوستو ماسنادا         | لم يبدأ-2             |
| 136                                       | Louis Vervaeke ‏       | 40                    |
| 137                                       | Jordi Warlop ‏         | لم يكمل السباق-5      |
| مدير الرياضة: Iljo Keisse ‏, ويلفريد بيترز |                       |                       |

| Team dsm-firmenich PostNL DFP | Team dsm-firmenich PostNL DFP | Team dsm-firmenich PostNL DFP |
| ----------------------------- | ----------------------------- | ----------------------------- |
| م                             | عداء                          | مرتبة                         |
| 141                           | Oscar Onley ‏                  | 8                             |
| 142                           | توبياس لوند أندرسن ‏           | 127                           |
| 143                           | Pavel Bittner ‏                | 118                           |
| 144                           | شون فلين ‏                     | 119                           |
| 145                           | كريس هاميلتون                 | 61                            |
| 146                           | Gijs Leemreize ‏               | 44                            |
| 147                           | فرانك فان دن بروك ‏            | 29                            |
| مدير الرياضة: بيم يجثارت      |                               |                               |

| Team Jayco AlUla JAY                    | Team Jayco AlUla JAY | Team Jayco AlUla JAY |
| --------------------------------------- | -------------------- | -------------------- |
| م                                       | عداء                 | مرتبة                |
| 151                                     | ماورو شميد           | 60                   |
| 152                                     | Welay Berhe ‏         | 80                   |
| 153                                     | لوسون كرادوك         | لم يكمل السباق-5     |
| 154                                     | فيليكس إنغلهارت      | 95                   |
| 155                                     | Anders Foldager ‏     | 57                   |
| 156                                     | اموند جروندل يانسن   | 135                  |
| 157                                     | مايكل ماثيوز         | 72                   |
| مدير الرياضة: ماثيو هيمان, فاليريو بيفا |                      |                      |

| Team Visma \| Lease a Bike TVL      | Team Visma \| Lease a Bike TVL | Team Visma \| Lease a Bike TVL |
| ----------------------------------- | ------------------------------ | ------------------------------ |
| م                                   | عداء                           | مرتبة                          |
| 161                                 | Ben Tulett ‏                    | 23                             |
| 162                                 | روبرت جاسنك                    | 67                             |
| 163                                 | ويلكو كيليرمان                 | 9                              |
| 164                                 | Johannes Staune-Mittet ‏        | 26                             |
| 165                                 | Cian Uijtdebroeks ‏             | 35                             |
| 166                                 | Milan Vader ‏                   | 47                             |
| 167                                 | أتيلا فالتر (طريق و زمني فردي) | 27                             |
| مدير الرياضة: آدي انجلز, Marc Reef ‏ |                                |                                |

| UAE Team Emirates UAD                          | UAE Team Emirates UAD   | UAE Team Emirates UAD |
| ---------------------------------------------- | ----------------------- | --------------------- |
| م                                              | عداء                    | مرتبة                 |
| 171                                            | آدم ييتس                | 1                     |
| 172                                            | فيليبو بارونسيني        | 85                    |
| 173                                            | Jan Christen ‏           | 30                    |
| 174                                            | إسحاق ديل تورو ‏         | 13                    |
| 175                                            | Finn Fisher-Black ‏      | 73                    |
| 176                                            | جواو ألميدا (زمني فردي) | 2                     |
| 177                                            | مارك هيرشي (طريق)       | 90                    |
| مدير الرياضة: فابريزيو غيدي, Simone Pedrazzini‏ |                         |                       |

| Israel-Premier Tech IPT           | Israel-Premier Tech IPT | Israel-Premier Tech IPT |
| --------------------------------- | ----------------------- | ----------------------- |
| م                                 | عداء                    | مرتبة                   |
| 181                               | باسكال أكرمان           | 121                     |
| 182                               | جورج بينيت              | 17                      |
| 183                               | Marco Frigo ‏            | 66                      |
| 184                               | Matthew Riccitello ‏     | 5                       |
| 185                               | ميكل شوارزمان           | 136                     |
| 186                               | جيك ستيوارت             | لم يكمل السباق-7        |
| 187                               | ستيفن وليامز            | 81                      |
| مدير الرياضة: ستيف باور, سام بولي |                         |                         |

| Lotto Dstny LTD                      | Lotto Dstny LTD   | Lotto Dstny LTD |
| ------------------------------------ | ----------------- | --------------- |
| م                                    | عداء              | مرتبة           |
| 191                                  | ارنو دي لاي       | 109             |
| 192                                  | Cédric Beullens ‏  | 98              |
| 193                                  | Jarrad Drizners ‏  | 113             |
| 194                                  | Pascal Eenkhoorn ‏ | لم يبدأ-6       |
| 195                                  | جاكوبو غوارنييري  | لم يبدأ-5       |
| 196                                  | Sylvain Moniquet ‏ | 48              |
| 197                                  | Maxim Van Gils ‏   | 28              |
| مدير الرياضة: ديرك ديمول, مارك ووترس |                   |                 |

| فريق الدراجات Q36.5 ‏ Q36                          | فريق الدراجات Q36.5 ‏ Q36 | فريق الدراجات Q36.5 ‏ Q36 |
| ------------------------------------------------- | ------------------------ | ------------------------ |
| م                                                 | عداء                     | مرتبة                    |
| 201                                               | ماتيو باديلاتي           | 15                       |
| 202                                               | Xabier Azparren ‏         | 105                      |
| 203                                               | جيانلوكا برامبيلا        | 64                       |
| 204                                               | Walter Calzoni ‏          | 82                       |
| 205                                               | ديفيد دي لا كروز         | 14                       |
| 206                                               | داميان هاوسون            | 49                       |
| 207                                               | Kamil Małecki ‏           | 92                       |
| مدير الرياضة: Gabriele Missaglia ‏, Alex Sans Vega‏ |                          |                          |

| Team Solution Tech–Vini Fantini ‏ COR                   | Team Solution Tech–Vini Fantini ‏ COR | Team Solution Tech–Vini Fantini ‏ COR |
| ------------------------------------------------------ | ------------------------------------ | ------------------------------------ |
| م                                                      | عداء                                 | مرتبة                                |
| 211                                                    | أليكساندر بالمر                      | 75                                   |
| 212                                                    | Matteo Amella ‏                       | 142                                  |
| 213                                                    | Valentin Darbellay ‏                  | 103                                  |
| 214                                                    | Antoine Debons ‏                      | 117                                  |
| 215                                                    | روبرتو غونزاليس ‏                     | 108                                  |
| 216                                                    | Marco Murgano ‏                       | 141                                  |
| 217                                                    | Jan Stöckli ‏                         | 128                                  |
| مدير الرياضة: Francesco Frassi ‏, Aleksandr Kuschynski ‏ |                                      |                                      |

| سويس ريسينغ أكادمي ‏ TUD                          | سويس ريسينغ أكادمي ‏ TUD | سويس ريسينغ أكادمي ‏ TUD |
| ------------------------------------------------ | ----------------------- | ----------------------- |
| م                                                | عداء                    | مرتبة                   |
| 221                                              | Yannis Voisard ‏         | لم يبدأ-7               |
| 222                                              | Marco Brenner ‏          | 19                      |
| 223                                              | Marius Mayrhofer ‏       | 76                      |
| 224                                              | سيباستيان رايشنباخ      | لم يبدأ-6               |
| 225                                              | Roland Thalmann ‏        | 56                      |
| 226                                              | Hannes Wilksch ‏         | 77                      |
| 227                                              | Luc Wirtgen ‏            | 99                      |
| مدير الرياضة: Sylvain Blanquefort ‏, Bart Leysen ‏ |                         |                         |

| فريق سويسرا لركوب الدراجات ‏ SUI                | فريق سويسرا لركوب الدراجات ‏ SUI | فريق سويسرا لركوب الدراجات ‏ SUI |
| ---------------------------------------------- | ------------------------------- | ------------------------------- |
| م                                              | عداء                            | مرتبة                           |
| 231                                            | Antoine Aebi‏                    | لم يكمل السباق-4                |
| 232                                            | Elia Blum‏                       | 144                             |
| 233                                            | SUI                             | 143                             |
| 234                                            | SUI                             | 125                             |
| 235                                            | SUI                             | 83                              |
| 236                                            | Jan Sommer ‏                     | 126                             |
| 237                                            | Félix Stehli ‏                   | 139                             |
| مدير الرياضة: مايكل ألباسيني, Tristan Marguet ‏ |                                 |                                 |

| Lidl-Trek LTK                           | Lidl-Trek LTK            | Lidl-Trek LTK    |
| --------------------------------------- | ------------------------ | ---------------- |
| م                                       | عداء                     | مرتبة            |
| 1                                       | Mattias Skjelmose (طريق) | 3                |
| 2                                       | جوليان برنارد            | 52               |
| 3                                       | باتريك كونراد            | 33               |
| 4                                       | باوك موليما              | لم يكمل السباق-4 |
| 5                                       | Jacopo Mosca ‏            | 114              |
| 6                                       | Thibau Nys ‏              | 94               |
| 7                                       | سام أومن                 | 36               |
| مدير الرياضة: كيم أندرسون, غريغوري راست |                          |                  |

| Alpecin-Deceuninck ADC                   | Alpecin-Deceuninck ADC | Alpecin-Deceuninck ADC |
| ---------------------------------------- | ---------------------- | ---------------------- |
| م                                        | عداء                   | مرتبة                  |
| 11                                       | Axel Laurance ‏         | 107                    |
| 12                                       | Nicola Conci ‏          | 55                     |
| 13                                       | سيلفان ديلير           | 53                     |
| 14                                       | Timo Kielich ‏          | لم يبدأ-4              |
| 15                                       | سورين كراغ أندرسن      | 86                     |
| 16                                       | Oscar Riesebeek ‏       | 115                    |
| 17                                       | Stan Van Tricht ‏       | لم يكمل السباق-5       |
| مدير الرياضة: جياني ميرسمان, ينس كوكلاير |                        |                        |

| Arkéa-B&B Hotels ARK                     | Arkéa-B&B Hotels ARK | Arkéa-B&B Hotels ARK |
| ---------------------------------------- | -------------------- | -------------------- |
| م                                        | عداء                 | مرتبة                |
| 21                                       | ارنو ديمار           | 130                  |
| 22                                       | فينتشنزو ألبانيز     | 112                  |
| 23                                       | أنتوني ديلابلاسي     | 87                   |
| 24                                       | Raúl García Pierna ‏  | 45                   |
| 25                                       | Simon Guglielmi ‏     | 68                   |
| 26                                       | دانيال مكلاي         | 140                  |
| 27                                       | Kévin Vauquelin ‏     | 42                   |
| مدير الرياضة: ارنو جيرار, Yvon Ledanois ‏ |                      |                      |

| Astana Qazaqstan Team AST                  | Astana Qazaqstan Team AST          | Astana Qazaqstan Team AST |
| ------------------------------------------ | ---------------------------------- | ------------------------- |
| م                                          | عداء                               | مرتبة                     |
| 31                                         | مارك كافنديش                       | 137                       |
| 32                                         | Samuele Battistella ‏               | لم يبدأ-7                 |
| 33                                         | سيس بول                            | 132                       |
| 34                                         | Harold Martín López ‏               | 18                        |
| 35                                         | أليكسي لوتزينكو (طريق و زمني فردي) | 65                        |
| 36                                         | مايكل موركوف                       | 138                       |
| 37                                         | بيترو فيلاسكو (طريق)               | 111                       |
| مدير الرياضة: Alexandr Shefer ‏, مارك رينشو |                                    |                           |

| Bora-Hansgrohe BOH                       | Bora-Hansgrohe BOH     | Bora-Hansgrohe BOH |
| ---------------------------------------- | ---------------------- | ------------------ |
| م                                        | عداء                   | مرتبة              |
| 41                                       | إيمانويل بوخمان (طريق) | لم يكمل السباق-2   |
| 42                                       | Roger Adrià ‏           | 37                 |
| 43                                       | تشيزاري بينديتي        | 122                |
| 45                                       | سيرجيو هيغويتا         | 12                 |
| 46                                       | Jordi Meeus ‏           | لم يبدأ-8          |
| 47                                       | Frederik Wandahl ‏      | 78                 |
| 48                                       | Ben Zwiehoff ‏          | 46                 |
| مدير الرياضة: باتكسي فيلا, هاينريش هوسلر |                        |                    |

| Bahrain Victorious TBV                           | Bahrain Victorious TBV | Bahrain Victorious TBV |
| ------------------------------------------------ | ---------------------- | ---------------------- |
| م                                                | عداء                   | مرتبة                  |
| 51                                               | داميانو كاروسو         | 71                     |
| 52                                               | Fran Miholjević ‏       | لم يكمل السباق-5       |
| 53                                               | أندريا باسكولون        | 110                    |
| 54                                               | Finlay Pickering ‏      | 20                     |
| 55                                               | ووت بويلس              | 16                     |
| 56                                               | Johan Price-Pejtersen ‏ | 129                    |
| 57                                               | Torstein Træen ‏        | 93                     |
| مدير الرياضة: رومان كريوزيجير, Enrico Poitschke ‏ |                        |                        |

| Cofidis COF                                | Cofidis COF    | Cofidis COF      |
| ------------------------------------------ | -------------- | ---------------- |
| م                                          | عداء           | مرتبة            |
| 61                                         | جون ازقيراي    | لم يكمل السباق-7 |
| 62                                         | بريان كوكار    | لم يبدأ-8        |
| 63                                         | ايمي دي جندت   | 89               |
| 64                                         | خيسوس هييرادة  | 31               |
| 65                                         | أنتوني بيريز   | 100              |
| 66                                         | Alexis Renard ‏ | 134              |
| 67                                         | Harrison Wood ‏ | 54               |
| مدير الرياضة: جيمي إنجولفينت, بنجامين جيرو |                |                  |

| Decathlon-AG2R La Mondiale DAT              | Decathlon-AG2R La Mondiale DAT | Decathlon-AG2R La Mondiale DAT |
| ------------------------------------------- | ------------------------------ | ------------------------------ |
| م                                           | عداء                           | مرتبة                          |
| 71                                          | فيليكس غال                     | 10                             |
| 72                                          | Alex Baudin ‏                   | 58                             |
| 73                                          | Stan Dewulf ‏                   | 96                             |
| 74                                          | Paul Lapeira ‏                  | 41                             |
| 75                                          | Valentin Paret-Peintre ‏        | 25                             |
| 76                                          | Nans Peters ‏                   | 74                             |
| 77                                          | Larry Warbasse ‏                | 59                             |
| مدير الرياضة: سيريل ديسيل, خوسيه لويس اريتا |                                |                                |

| EF Education-EasyPost EFE                     | EF Education-EasyPost EFE     | EF Education-EasyPost EFE |
| --------------------------------------------- | ----------------------------- | ------------------------- |
| م                                             | عداء                          | مرتبة                     |
| 81                                            | ريتشارد كاراباز (زمني فردي)   | لم يبدأ-5                 |
| 82                                            | ألبرتو بيتول                  | لم يبدأ-5                 |
| 83                                            | Stefan Bissegger ‏ (زمني فردي) | 102                       |
| 84                                            | روي كوستا                     | 38                        |
| 85                                            | جيمس شو                       | 39                        |
| 86                                            | Georg Steinhauser ‏            | لم يبدأ-6                 |
| 87                                            | ماريجن فان دن بيرغ            | 88                        |
| مدير الرياضة: خوان مانويل خارات, Tom Southam ‏ |                               |                           |

| Groupama-FDJ GFC                          | Groupama-FDJ GFC          | Groupama-FDJ GFC |
| ----------------------------------------- | ------------------------- | ---------------- |
| م                                         | عداء                      | مرتبة            |
| 91                                        | Lenny Martinez (cyclist) ‏ | 32               |
| 92                                        | Sven Erik Bystrøm ‏        | 97               |
| 93                                        | ستيفان كونغ               | 63               |
| 94                                        | Fabian Lienhard ‏          | 131              |
| 95                                        | رودي مولار                | 34               |
| 96                                        | روبن تومسون               | 62               |
| 97                                        | Samuel Watson (cyclist) ‏  | 120              |
| مدير الرياضة: Yvon Caër‏, Thierry Bricaud ‏ |                           |                  |

| Ineos Grenadiers IGD                      | Ineos Grenadiers IGD | Ineos Grenadiers IGD |
| ----------------------------------------- | -------------------- | -------------------- |
| م                                         | عداء                 | مرتبة                |
| 101                                       | إيغان بيرنال         | 4                    |
| 102                                       | إيثان هايتر          | 50                   |
| 103                                       | Kim Heiduk ‏          | 101                  |
| 104                                       | توم بيدكوك           | 6                    |
| 105                                       | سالفاتوري بوتشيو     | 116                  |
| 106                                       | براندون ريفيرا ‏      | 22                   |
| 107                                       | أوسكار رودريغيز      | 69                   |
| مدير الرياضة: زاك ديمبستر, إيمانول إرفيتي |                      |                      |

| Intermarché-Wanty IWA                               | Intermarché-Wanty IWA     | Intermarché-Wanty IWA |
| --------------------------------------------------- | ------------------------- | --------------------- |
| م                                                   | عداء                      | مرتبة                 |
| 111                                                 | ليليان كالجمان            | لم يكمل السباق-5      |
| 112                                                 | Francesco Busatto ‏        | 79                    |
| 113                                                 | Kevin Colleoni ‏           | لم يبدأ-2             |
| 114                                                 | Gerben Kuypers ‏           |                       |
| 115                                                 | آرنه ماريت ‏               | 133                   |
| 116                                                 | Simone Petilli ‏           | 123                   |
| 117                                                 | Rein Taaramäe (زمني فردي) | 43                    |
| مدير الرياضة: Sébastien Demarbaix ‏, Steven De Neef ‏ |                           |                       |

| Movistar Team MOV                          | Movistar Team MOV | Movistar Team MOV |
| ------------------------------------------ | ----------------- | ----------------- |
| م                                          | عداء              | مرتبة             |
| 121                                        | إنريك ماس         | 7                 |
| 122                                        | Jorge Arcas ‏      | 70                |
| 123                                        | جون جاكوبس        | 104               |
| 124                                        | نيلسون أوليفيرا   | 51                |
| 125                                        | نيرو كوينتانا     | لم يبدأ-3         |
| 126                                        | إينر روبيو        | 24                |
| 127                                        | Pelayo Sánchez ‏   | 11                |
| مدير الرياضة: ماكس سياندري, يورغن رويلاندز |                   |                   |

| Soudal Quick-Step SOQ                     | Soudal Quick-Step SOQ | Soudal Quick-Step SOQ |
| ----------------------------------------- | --------------------- | --------------------- |
| م                                         | عداء                  | مرتبة                 |
| 131                                       | Junior Lecerf ‏        | 21                    |
| 132                                       | Ayco Bastiaens ‏       | 124                   |
| 133                                       | Gil Gelders ‏          | 91                    |
| 134                                       | يفيس لامارت           | 106                   |
| 135                                       | فوستو ماسنادا         | لم يبدأ-2             |
| 136                                       | Louis Vervaeke ‏       | 40                    |
| 137                                       | Jordi Warlop ‏         | لم يكمل السباق-5      |
| مدير الرياضة: Iljo Keisse ‏, ويلفريد بيترز |                       |                       |

| Team dsm-firmenich PostNL DFP | Team dsm-firmenich PostNL DFP | Team dsm-firmenich PostNL DFP |
| ----------------------------- | ----------------------------- | ----------------------------- |
| م                             | عداء                          | مرتبة                         |
| 141                           | Oscar Onley ‏                  | 8                             |
| 142                           | توبياس لوند أندرسن ‏           | 127                           |
| 143                           | Pavel Bittner ‏                | 118                           |
| 144                           | شون فلين ‏                     | 119                           |
| 145                           | كريس هاميلتون                 | 61                            |
| 146                           | Gijs Leemreize ‏               | 44                            |
| 147                           | فرانك فان دن بروك ‏            | 29                            |
| مدير الرياضة: بيم يجثارت      |                               |                               |

| Team Jayco AlUla JAY                    | Team Jayco AlUla JAY | Team Jayco AlUla JAY |
| --------------------------------------- | -------------------- | -------------------- |
| م                                       | عداء                 | مرتبة                |
| 151                                     | ماورو شميد           | 60                   |
| 152                                     | Welay Berhe ‏         | 80                   |
| 153                                     | لوسون كرادوك         | لم يكمل السباق-5     |
| 154                                     | فيليكس إنغلهارت      | 95                   |
| 155                                     | Anders Foldager ‏     | 57                   |
| 156                                     | اموند جروندل يانسن   | 135                  |
| 157                                     | مايكل ماثيوز         | 72                   |
| مدير الرياضة: ماثيو هيمان, فاليريو بيفا |                      |                      |

| Team Visma \| Lease a Bike TVL      | Team Visma \| Lease a Bike TVL | Team Visma \| Lease a Bike TVL |
| ----------------------------------- | ------------------------------ | ------------------------------ |
| م                                   | عداء                           | مرتبة                          |
| 161                                 | Ben Tulett ‏                    | 23                             |
| 162                                 | روبرت جاسنك                    | 67                             |
| 163                                 | ويلكو كيليرمان                 | 9                              |
| 164                                 | Johannes Staune-Mittet ‏        | 26                             |
| 165                                 | Cian Uijtdebroeks ‏             | 35                             |
| 166                                 | Milan Vader ‏                   | 47                             |
| 167                                 | أتيلا فالتر (طريق و زمني فردي) | 27                             |
| مدير الرياضة: آدي انجلز, Marc Reef ‏ |                                |                                |

| UAE Team Emirates UAD                          | UAE Team Emirates UAD   | UAE Team Emirates UAD |
| ---------------------------------------------- | ----------------------- | --------------------- |
| م                                              | عداء                    | مرتبة                 |
| 171                                            | آدم ييتس                | 1                     |
| 172                                            | فيليبو بارونسيني        | 85                    |
| 173                                            | Jan Christen ‏           | 30                    |
| 174                                            | إسحاق ديل تورو ‏         | 13                    |
| 175                                            | Finn Fisher-Black ‏      | 73                    |
| 176                                            | جواو ألميدا (زمني فردي) | 2                     |
| 177                                            | مارك هيرشي (طريق)       | 90                    |
| مدير الرياضة: فابريزيو غيدي, Simone Pedrazzini‏ |                         |                       |

| Israel-Premier Tech IPT           | Israel-Premier Tech IPT | Israel-Premier Tech IPT |
| --------------------------------- | ----------------------- | ----------------------- |
| م                                 | عداء                    | مرتبة                   |
| 181                               | باسكال أكرمان           | 121                     |
| 182                               | جورج بينيت              | 17                      |
| 183                               | Marco Frigo ‏            | 66                      |
| 184                               | Matthew Riccitello ‏     | 5                       |
| 185                               | ميكل شوارزمان           | 136                     |
| 186                               | جيك ستيوارت             | لم يكمل السباق-7        |
| 187                               | ستيفن وليامز            | 81                      |
| مدير الرياضة: ستيف باور, سام بولي |                         |                         |

| Lotto Dstny LTD                      | Lotto Dstny LTD   | Lotto Dstny LTD |
| ------------------------------------ | ----------------- | --------------- |
| م                                    | عداء              | مرتبة           |
| 191                                  | ارنو دي لاي       | 109             |
| 192                                  | Cédric Beullens ‏  | 98              |
| 193                                  | Jarrad Drizners ‏  | 113             |
| 194                                  | Pascal Eenkhoorn ‏ | لم يبدأ-6       |
| 195                                  | جاكوبو غوارنييري  | لم يبدأ-5       |
| 196                                  | Sylvain Moniquet ‏ | 48              |
| 197                                  | Maxim Van Gils ‏   | 28              |
| مدير الرياضة: ديرك ديمول, مارك ووترس |                   |                 |

| فريق الدراجات Q36.5 ‏ Q36                          | فريق الدراجات Q36.5 ‏ Q36 | فريق الدراجات Q36.5 ‏ Q36 |
| ------------------------------------------------- | ------------------------ | ------------------------ |
| م                                                 | عداء                     | مرتبة                    |
| 201                                               | ماتيو باديلاتي           | 15                       |
| 202                                               | Xabier Azparren ‏         | 105                      |
| 203                                               | جيانلوكا برامبيلا        | 64                       |
| 204                                               | Walter Calzoni ‏          | 82                       |
| 205                                               | ديفيد دي لا كروز         | 14                       |
| 206                                               | داميان هاوسون            | 49                       |
| 207                                               | Kamil Małecki ‏           | 92                       |
| مدير الرياضة: Gabriele Missaglia ‏, Alex Sans Vega‏ |                          |                          |

| Team Solution Tech–Vini Fantini ‏ COR                   | Team Solution Tech–Vini Fantini ‏ COR | Team Solution Tech–Vini Fantini ‏ COR |
| ------------------------------------------------------ | ------------------------------------ | ------------------------------------ |
| م                                                      | عداء                                 | مرتبة                                |
| 211                                                    | أليكساندر بالمر                      | 75                                   |
| 212                                                    | Matteo Amella ‏                       | 142                                  |
| 213                                                    | Valentin Darbellay ‏                  | 103                                  |
| 214                                                    | Antoine Debons ‏                      | 117                                  |
| 215                                                    | روبرتو غونزاليس ‏                     | 108                                  |
| 216                                                    | Marco Murgano ‏                       | 141                                  |
| 217                                                    | Jan Stöckli ‏                         | 128                                  |
| مدير الرياضة: Francesco Frassi ‏, Aleksandr Kuschynski ‏ |                                      |                                      |

| سويس ريسينغ أكادمي ‏ TUD                          | سويس ريسينغ أكادمي ‏ TUD | سويس ريسينغ أكادمي ‏ TUD |
| ------------------------------------------------ | ----------------------- | ----------------------- |
| م                                                | عداء                    | مرتبة                   |
| 221                                              | Yannis Voisard ‏         | لم يبدأ-7               |
| 222                                              | Marco Brenner ‏          | 19                      |
| 223                                              | Marius Mayrhofer ‏       | 76                      |
| 224                                              | سيباستيان رايشنباخ      | لم يبدأ-6               |
| 225                                              | Roland Thalmann ‏        | 56                      |
| 226                                              | Hannes Wilksch ‏         | 77                      |
| 227                                              | Luc Wirtgen ‏            | 99                      |
| مدير الرياضة: Sylvain Blanquefort ‏, Bart Leysen ‏ |                         |                         |

| فريق سويسرا لركوب الدراجات ‏ SUI                | فريق سويسرا لركوب الدراجات ‏ SUI | فريق سويسرا لركوب الدراجات ‏ SUI |
| ---------------------------------------------- | ------------------------------- | ------------------------------- |
| م                                              | عداء                            | مرتبة                           |
| 231                                            | Antoine Aebi‏                    | لم يكمل السباق-4                |
| 232                                            | Elia Blum‏                       | 144                             |
| 233                                            | SUI                             | 143                             |
| 234                                            | SUI                             | 125                             |
| 235                                            | SUI                             | 83                              |
| 236                                            | Jan Sommer ‏                     | 126                             |
| 237                                            | Félix Stehli ‏                   | 139                             |
| مدير الرياضة: مايكل ألباسيني, Tristan Marguet ‏ |                                 |                                 |

## التصنيف العام النهائي
| التصنيف العام         | التصنيف العام       | التصنيف العام              | التصنيف العام  | التصنيف العام |
| العداء                | العداء              | الفريق                     | الوقت          |               |
| --------------------- | ------------------- | -------------------------- | -------------- | ------------- |
| 1                     | آدم ييتس            | فريق الإمارات              | 20 س 18 د 49 ث |               |
| 2                     | جواو ألميدا         | فريق الإمارات              | + 22 ث         |               |
| 3                     | ماتياس سكجلموس جنسن | تريك سيغافريدو             | + 3 د 02 ث     |               |
| 4                     | إيغان بيرنال        | فريق إنيوس                 | + 3 د 12 ث     |               |
| 5                     | Matthew Riccitello ‏ | إسرائيل - بريمير تيك       | + 3 د 31 ث     |               |
| 6                     | توم بيدكوك          | فريق إنيوس                 | + 4 د 36 ث     |               |
| 7                     | إنريك ماس           | موفيستار                   | + 5 د 01 ث     |               |
| 8                     | Oscar Onley ‏        | سنويب                      | + 5 د 40 ث     |               |
| 9                     | ويلكو كيليرمان      | Team Visma \| Lease a Bike | + 6 د 31 ث     |               |
| 10                    | فيليكس غال          | أيه إل أم                  | + 6 د 35 ث     |               |
|                       |                     |                            |                |               |
| مصدر: ProCyclingStats |                     |                            |                |               |

### تصنيف النقاط
| تصنيف النقاط          | تصنيف النقاط            | تصنيف النقاط                          | تصنيف النقاط | تصنيف النقاط |
| العداء                | العداء                  | الفريق                                | النقاط       |              |
| --------------------- | ----------------------- | ------------------------------------- | ------------ | ------------ |
| 1                     | آدم ييتس                | فريق الإمارات                         | 48 نقطة      |              |
| 2                     | جواو ألميدا             | فريق الإمارات                         | 48 نقطة      |              |
| 3                     | Johannes Staune-Mittet ‏ | Team Visma \| Lease a Bike            | 20 نقطة      |              |
| 4                     | ماتياس سكجلموس جنسن     | تريك سيغافريدو                        | 20 نقطة      |              |
| 5                     | مايكل ماثيوز            | فريق جايكو-العلا                      | 18 نقطة      |              |
| 6                     | Stefan Bissegger ‏       | إي أف إديوكيشن نيبو                   | 18 نقطة      |              |
| 7                     | Matthew Riccitello ‏     | إسرائيل - بريمير تيك                  | 14 نقطة      |              |
| 8                     | Torstein Træen ‏         | فريق البحرين ميريدا للدراجات الهوائية | 12 نقطة      |              |
| 9                     | Thibau Nys ‏             | تريك سيغافريدو                        | 12 نقطة      |              |
| 10                    | يفيس لامارت             | دكونيك كويك ستب                       | 12 نقطة      |              |
|                       |                         |                                       |              |              |
| مصدر: ProCyclingStats |                         |                                       |              |              |

### تصنيف الجبال
| تصنيف الجبال          | تصنيف الجبال            | تصنيف الجبال                          | تصنيف الجبال | تصنيف الجبال |
| العداء                | العداء                  | الفريق                                | النقاط       |              |
| --------------------- | ----------------------- | ------------------------------------- | ------------ | ------------ |
| 1                     | آدم ييتس                | فريق الإمارات                         | 47 نقطة      |              |
| 2                     | إيغان بيرنال            | فريق إنيوس                            | 27 نقطة      |              |
| 3                     | جواو ألميدا             | فريق الإمارات                         | 23 نقطة      |              |
| 4                     | أليكسي لوتزينكو         | فريق آستانا                           | 19 نقطة      |              |
| 5                     | Torstein Træen ‏         | فريق البحرين ميريدا للدراجات الهوائية | 18 نقطة      |              |
| 6                     | Maxim Van Gils ‏         | لوتو سودال                            | 16 نقطة      |              |
| 7                     | Johannes Staune-Mittet ‏ | Team Visma \| Lease a Bike            | 10 نقطة      |              |
| 8                     | Gerben Kuypers ‏         | انترمارشي وانتي جوبيرت ماتيرو         | 10 نقطة      |              |
| 9                     | سويسرا                  |                                       | 10 نقطة      |              |
| 10                    | ماتياس سكجلموس جنسن     | تريك سيغافريدو                        | 10 نقطة      |              |
|                       |                         |                                       |              |              |
| مصدر: ProCyclingStats |                         |                                       |              |              |

## تصنيف الفرق

### الفرق حسب الوقت
| تصنيف الفرق حسب الوقت | تصنيف الفرق حسب الوقت                 | تصنيف الفرق حسب الوقت | تصنيف الفرق حسب الوقت |
| الفريق                | الفريق                                | الوقت                 |                       |
| --------------------- | ------------------------------------- | --------------------- | --------------------- |
| 1                     | فريق الإمارات                         | 61 س 06 د 02 ث        |                       |
| 2                     | فريق إنيوس                            | + 10 د 41 ث           |                       |
| 3                     | موفيستار                              | + 21 د 28 ث           |                       |
| 4                     | Team Visma \| Lease a Bike            | + 24 د 50 ث           |                       |
| 5                     | إسرائيل - بريمير تيك                  | + 37 د 39 ث           |                       |
| 6                     | تريك سيغافريدو                        | + 43 د 59 ث           |                       |
| 7                     | أيه إل أم                             | + 45 د 30 ث           |                       |
| 8                     | فريق الدراجات Q36.5 ‏                  | + 46 د 24 ث           |                       |
| 9                     | فريق البحرين ميريدا للدراجات الهوائية | + 48 د 43 ث           |                       |
| 10                    | سنويب                                 | + 52 د 44 ث           |                       |
|                       |                                       |                       |                       |
| مصدر: ProCyclingStats |                                       |                       |                       |

## تصانيف فرعية

### تصنيف أفضل شاب
| تصنيف أفضل شاب        | تصنيف أفضل شاب       | تصنيف أفضل شاب                        | تصنيف أفضل شاب | تصنيف أفضل شاب |
| العداء                | العداء               | الفريق                                | الوقت          |                |
| --------------------- | -------------------- | ------------------------------------- | -------------- | -------------- |
| 1                     | ماتياس سكجلموس جنسن  | تريك سيغافريدو                        | 20 س 21 د 51 ث |                |
| 2                     | Matthew Riccitello ‏  | إسرائيل - بريمير تيك                  | + 29 ث         |                |
| 3                     | توم بيدكوك           | فريق إنيوس                            | + 1 د 34 ث     |                |
| 4                     | Oscar Onley ‏         | سنويب                                 | + 2 د 38 ث     |                |
| 5                     | Pelayo Sánchez ‏      | موفيستار                              | + 3 د 40 ث     |                |
| 6                     | إسحاق ديل تورو ‏      | فريق الإمارات                         | + 6 د 08 ث     |                |
| 7                     | Harold Martín López ‏ | فريق آستانا                           | + 9 د 08 ث     |                |
| 8                     | Marco Brenner ‏       | سويس ريسينغ أكادمي ‏                   | + 9 د 24 ث     |                |
| 9                     | Finlay Pickering ‏    | فريق البحرين ميريدا للدراجات الهوائية | + 9 د 28 ث     |                |
| 10                    | Junior Lecerf ‏       | دكونيك كويك ستب                       | + 10 د 26 ث    |                |
|                       |                      |                                       |                |                |
| مصدر: ProCyclingStats |                      |                                       |                |                |

## وصلات خارجية
- الموقع الرسمي
- لمحة عن سباق طواف سويسرا 2024 على موقع  ProCyclingStats   (برو  سايكلنج  ستاتس) - إحصاءات  محترفي  الدراجات.

- طواف سويسرا 2024 على موقع إحصائيات الدراجات الإحترافية (الإنجليزية)